# Swoyersville
Swoyersville és una població dels Estats Units a l'estat de Pennsilvània. Segons el cens del 2000 tenia 5.157 habitants.

## Demografia
Segons el cens del 2000, Swoyersville tenia 5.157 habitants, 2.243 habitatges, i 1.484 famílies. La densitat de població era de 921,8 habitants/km².
Dels 2.243 habitatges en un 24% hi vivien nens de menys de 18 anys, en un 51,5% hi vivien parelles casades, en un 11,1% dones solteres, i en un 33,8% no eren unitats familiars. En el 31% dels habitatges hi vivien persones soles el 17,5% de les quals corresponia a persones de 65 anys o més que vivien soles. El nombre mitjà de persones vivint en cada habitatge era de 2,3 i el nombre mitjà de persones que vivien en cada família era de 2,88.
Per edats la població es repartia de la següent manera: un 18,5% tenia menys de 18 anys, un 6,6% entre 18 i 24, un 26,7% entre 25 i 44, un 24,7% de 45 a 60 i un 23,4% 65 anys o més.
L'edat mediana era de 44 anys. Per cada 100 dones de 18 o més anys hi havia 86,4 homes.
La renda mediana per habitatge era de 30.434$ i la renda mediana per família de 39.188$. Els homes tenien una renda mediana de 29.101$ mentre que les dones 26.304$. La renda per capita de la població era de 16.449$. Entorn del 10,4% de les famílies i el 10,8% de la població estaven per davall del llindar de pobresa.

## Poblacions més properes
El següent diagrama mostra les poblacions més properes.